# Дішкова
Дішкова (рум. Dișcova) — село в Оргіївському районі Молдови. Входить до складу комуни, адміністративним центром якої є село Пуцинтей.

## Населення
За даними перепису населення 2004 року у селі проживали 1002 особи.
Національний склад населення села:
| Національність   | Кількість осіб | Відсоток   |
| ---------------- | -------------- | ---------- |
| молдавани румуни | 987 7          | 98,5% 0,7% |
| росіяни          | 6              | 0,6%       |
| українці         | 2              | 0,2%       |
| Всього           | 1002           | 100%       |